# Mondol Seimá
Mondol Seimá es uno de los ocho distritos que forman la provincia camboyana de Koh Kong, con una población estimada en marzo de 2008 de 14 584 habitantes. Está dividido en las siguientes  comunas (khum), que se muestran asimismo con población estimada de 2008:
- Bak Khlang 12,236
- Peam Krasaob 1,325
- Tuol Kokir Leu 1,023[1]